# Bajkáli fóka
A bajkáli fóka vagy nerpa (Pusa sibirica) az emlősök (Mammalia) osztályának, a ragadozók (Carnivora) rendjébe, ezen belül a fókafélék (Phocidae) családjába tartozó faj. A Ladoga-tavi gyűrűsfóka és a Saimaa-tavi gyűrűsfóka mellett egyike a kevés édesvízben élő fókafajnak.

## Előfordulása
Csak a Bajkál-tónál honos. Legközelebbi rokona több ezer kilométerre él, bizonyítva, hogy a tengerek és óceánok valaha egybeértek.

## Megjelenése
A bajkáli fóka az egyik legkisebb termetű fókafaj. Testtömege átlagosan 50–130 kilogramm, hossza pedig 130 centiméter. Hátoldala szürke, hasa pedig világosszürke színű.

## Életmódja
Ragadozó állat. Fő táplálékai különböző halfajták.

## Szaporodása
A nőstények február közepétől márciusig hozzák világra kölykeiket. Az újszülöttek 3–4 kilogrammosak és 65–70 centiméteresek. Bundájuk fehér.